# Wilhelm von Holleben (General, 1840)

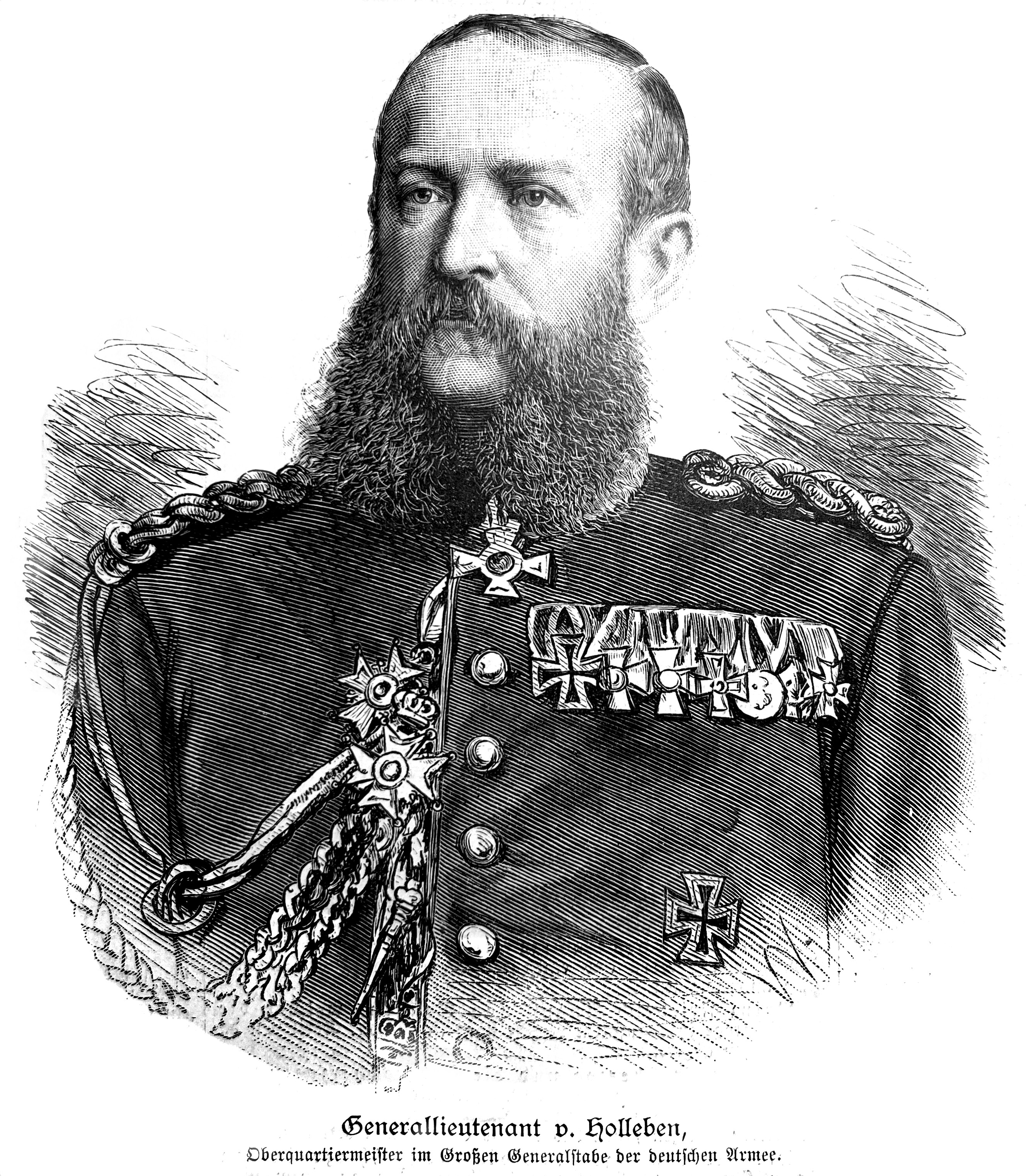
Generallieutenant v. Holleben (um 1890)

Friedrich Wilhelm Ludwig von Holleben (* 15. Oktober 1840 in Torgau; † 27. November 1912 in Friedenau) war ein preußischer Generalleutnant und Autor.

## Leben

### Herkunft
Er war der Sohn des gleichnamigen preußischen Rittmeisters Wilhelm von Holleben (1802–1843) und dessen Ehefrau Louise, geborene von Selchow (1811–1886). Der spätere General der Infanterie Albert von Holleben (1835–1906) war sein älterer Bruder.

### Werdegang
Holleben absolvierte das Kadettenkorps und wurde am 8. Mai 1858 als Sekondeleutnant der 8. Pionier-Abteilung der Preußischen Armee in Koblenz überwiesen. Daran schloss sich ab dem 9. Juni 1860 eine Verwendung im Garde-Pionier-Bataillon an, wo Holleben am 11. Oktober 1860 mit Patent vom 5. Mai 1858 zum Ingenieuroffizier ernannt wurde. Mitte Juni 1864 avancierte er zum Premierleutnant und wurde am 25. September 1867 in das 2. Rheinische Infanterie-Regiment Nr. 28 nach Jülich versetzt. Vom 22. März 1868 bis zum 20. März 1871 war Holleben zum Kadettenhaus Oranienstein kommandiert. Unter Stellung à la suite erfolgte zwischenzeitlich am 16. März 1869 seine Versetzung in das Hannoversche Füsilier-Regiment Nr. 73 sowie am 17. März 1870 die Beförderung zum Hauptmann. Am 20. März 1871 wurde Holleben in das Kadettenhaus Potsdam und am 25. Juli 1874 als Kompaniechef in das Kadettenhaus Berlin versetzt. Holleben war vom 11. Januar 1877 bis zum 11. August 1879 wieder im Truppendienst tätig und fungierte als Chef der 3. Kompanie im Brandenburgischen Füsilier-Regiment Nr. 35. Anschließend wurde er mit der Beförderung zum Major zum Kommandeur des Kadettenhauses Potsdam ernannt. In seine Dienstzeit fällt der Bau eines Pförtnerhauses sowie 1880 die Errichtung der bislang nicht vorhandenen Duschen.
Holleben war ab 14. Oktober 1884 Bataillonskommandeur im Oldenburgischen Infanterie-Regiment Nr. 91 und nahm am 22. März 1886 eine Tätigkeit als Stabsoffizier in der Hauptkadettenanstalt auf. In dieser Eigenschaft stieg Holleben am 22. Januar 1887 zum Oberstleutnant auf und wurde am 22. März 1889 unter Stellung à la suite mit der Führung des 3. Magdeburgischen Infanterie-Regiments Nr. 66 beauftragt. Als Oberst war er vom 22. Mai 1889 bis zum 17. Juni 1892 Kommandeur dieses Regiments. Dann übernahm er mit der Beförderung zum Generalmajor die 27. Infanterie-Brigade in Düsseldorf. In Genehmigung seines Abschiedsgesuches wurde Holleben am 14. Mai 1894 mit der gesetzlichen Pension zur Disposition gestellt. Anlässlich des 100. Geburtstages des verstorbenen Kaisers Wilhelm I. verlieh ihm Wilhelm II. am 22. März 1897 den Charakter als Generalleutnant.
Neben seiner militärischen Tätigkeit betätigte sich Holleben ehrenamtlich als Mitglied des Gesamtausschusses der Deutschen Landwirtschaftsgesellschaft und als Mitglied der Deutschen Hagelversicherungs-Gesellschaft.

### Familie
Holleben hatte sich am 19. September 1864 in Groß-Oschersleben mit Ida von Bernuth (* 1846), Schwester des Generalmajors Julius von Bernuth, verheiratet. Aus der Ehe gingen folgende Kinder hervor:
- Ida (* 1866) ⚭ 1887 Edgar von der Osten, preußischer Premierleutnant. Die Ehe wurde 1896 geschieden.
- Elisabeth (* 8. April 1869) ⚭ Hermann von der Heyden-Rynsch (1863–1918), preußischer Generalmajor
- Ernst (* 1872), preußischer Oberstleutnant und Ehrenritter des Johanniterordens

## Schriften
Holleben verfasste mehrere Lehrbücher zur militärischen Ausbildung u. a.
- Der Kriegsartikel. 1903.
- Der Feldwebel. 1907.
- Der Kammerunteroffizier. 1907.
- Der Schiessunteroffizier. 1910.
- Geschichte der Familie von Holleben. 1895.
- mit Albert von Holleben: Briefe aus den Kriegsjahren 1866 und 1870/71. 1908 und 1913.